# Sportjahr 1899
Liste der Sportjahre

◄◄ | ◄ | 1895 | 1896 | 1897 | 1898 | Sportjahr 1899 | 1900 | 1901 | 1902 | 1903 | ► | ►►

Weitere Ereignisse  · Motorsportjahr

## Ereignisse

### Badminton
Höhepunkt des Badmintonjahres 1899 waren die All England, welche zum ersten Mal ausgetragen wurden, wobei jedoch nur die Doppeldisziplinen ausgespielt wurden. Die All England 1899 fanden am 4. April 1899 statt.

#### Internationale Veranstaltungen
| Veranstaltung | Herreneinzel | Dameneinzel | Herrendoppel                    | Damendoppel                     | Mixed                    |
| ------------- | ------------ | ----------- | ------------------------------- | ------------------------------- | ------------------------ |
| All England   | -            | -           | D. Oakes Stewart Marsden Massey | Meriel Lucas Mary Violet Graeme | D. Oakes Daisey St. John |

### Fußball

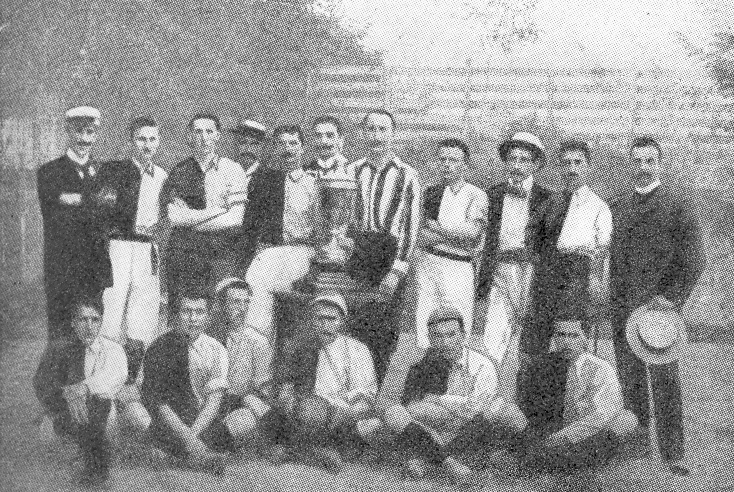
Die Siegermannschaft des
Challenge-Cup 1898/99 mit dem Pokal

- 8. Januar: Nach nur einem Sieg in 19 Spielen wird der anderthalb Jahre zuvor gegründete Erste Wiener Arbeiter-Fußball-Club in einer Krisensitzung in Sportklub Rapid Wien umbenannt. Das gilt heute als offizieller Gründungstag des Vereins.
- 5. März: Der First Vienna FC 1894 gewinnt das Endspiel des österreich-ungarischen Challenge-Cups mit 4:1 gegen den AC Viktoria Wien.
- 12. März: Der Anglo-American Club Zürich gewinnt im Spiel um die Schweizer Meisterschaft mit 7:0 gegen die Old Boys Basel.
- 6. Mai: Der Kölner SC 1899 wird gegründet.
- 22. Juni: Der DFC Germania Prag wird durch Zusammenschluss zweier Studentenfußballvereine gegründet.
- 21. September: Die Stuttgarter Kickers werden gegründet.
- 16. Dezember: Der Milan Cricket and Football Club wird gegründet.
- Aston Villa wird zum vierten Mal englischer Meister.
- Der CFC Genua wird italienischer Fußballmeister.

### Leichtathletik

#### Leichtathletikrekorde
- Mary Ayer, USA, springt im Dreisprung der Damen in Bryn Mawr 6,72 m.

### Motorsport

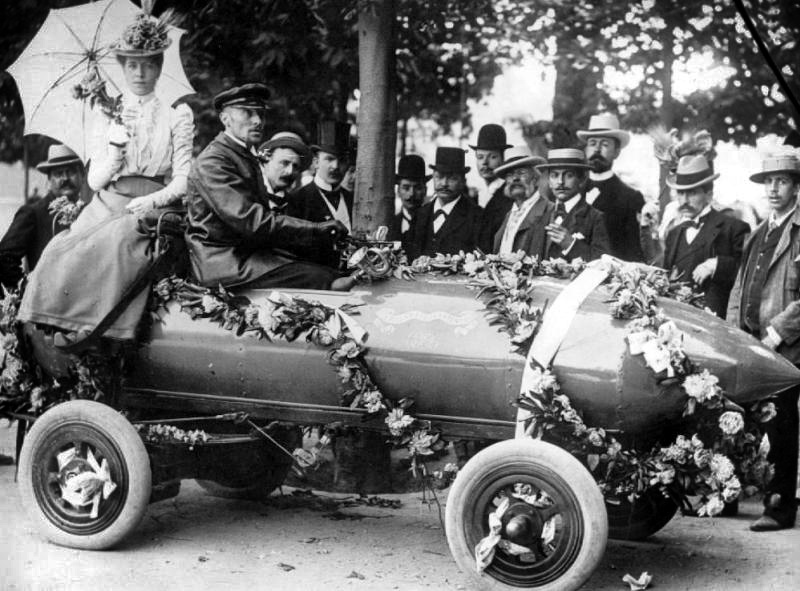
Camille Jenatzy in der La Jamais Contente bei der Siegesparade

- 29. April: Während der Concours de Vitesse (Geschwindigkeitswettkämpfe) bei Achères wird die elektrisch betriebene La Jamais Contente des Franzosen Camille Jenatzy das erste Landfahrzeug, das eine Geschwindigkeit von über 100 km/h erreicht.

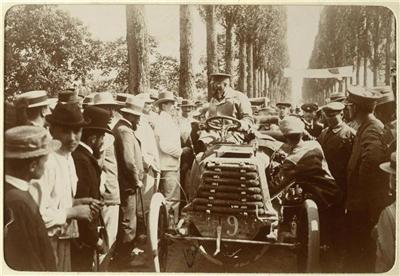
René de Knyff während der ersten Tour de France für Automobile

- 16. bis 24. Juli: Die Tour de France für Automobile wird erstmals durchgeführt. Der Sieger René de Knyff braucht auf einem Panhard & Levassor für die Strecke von Paris über Vichy und Nantes zurück nach Paris fast zwei Tage.

### Radsport
- Bahn-Radweltmeisterschaften 1899
- Das Salt Palace Velodrome in Salt Lake City wird errichtet.

### Rudern
- Cambridge gewinnt nach acht Siegen in Folge von Oxford im Boat Race in 21:04 min.

### Rugby
- 18. März: Irland gewinnt die Home Nations Championship 1899.

### Schwimmen
- Deutsche Schwimmmeisterschaften 1899

### Wintersport

#### Eiskunstlauf
- Eiskunstlauf-Weltmeisterschaft 1899
- Eiskunstlauf-Europameisterschaft 1899

#### Eisschnelllaufrekorde
- 16. Januar: Peder Østlund, Norwegen, läuft die 1000 Meter Eisschnelllauf in Davos in 1:38,0 min.

#### Skispringen
- Der Norweger Asbjørn Nilssen erreicht beim Skispringen auf dem Solbergbakken in Bærum, Norwegen, 32,5 Meter.

### Vereinsgründungen
- 8. Januar: In einer Vereinskrisensitzung wegen der zahlreichen Niederlagen wird der im Vorjahr gegründete 1. Wiener Arbeiter-Fußball-Club in Sportklub Rapid umbenannt. Vorbild für die Namensänderung, die an der Niederlagenserie des Vereins vorläufig nichts ändert, ist der Berliner BFC Rapide 93 Niederschönhausen.
- 4. Februar: In Bremen wird der Fußballverein Werder von 1899 gegründet.

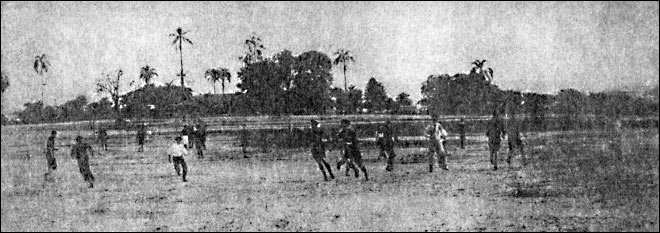
Eines der ersten Fußballspiele in Brasilien überhaupt: Germânia - Internacional (1899)

- 5. März: Das erste in Brasilien durchgeführte Fußballmatch endet mit 0:0.
- 8. März: Der Frankfurter FC Victoria 1899 und im Lauf des Jahres wohl auch die Frankfurter Kickers, beides Vorgängervereine von Eintracht Frankfurt, werden gegründet.
- 17. April: Der FC 1899 Osnabrück entsteht durch Zusammenschluss der beiden Freizeitmannschaften Antipodia Osnabrück und Minerva Osnabrück.
- 3. Mai: In Budapest wird der Ferencvárosi Torna Club gegründet.
- 15. Mai: Die Mannheimer Turngesellschaft wird gegründet.
- 1. Juli: Der Turnverein Hoffenheim wird gegründet.
- 20. August: Der FSV Frankfurt wird gegründet.
- 7. September: Deutsche Einwanderer gründen in Brasilien den Fußballverein Sport Club Germânia.

Die Gründungsmannschaft der Stuttgarter Kickers

- 21. September: 21 Spieler trennen sich vom Cannstatter Fußballclub und gründen den Fußballclub Stuttgarter Kickers.

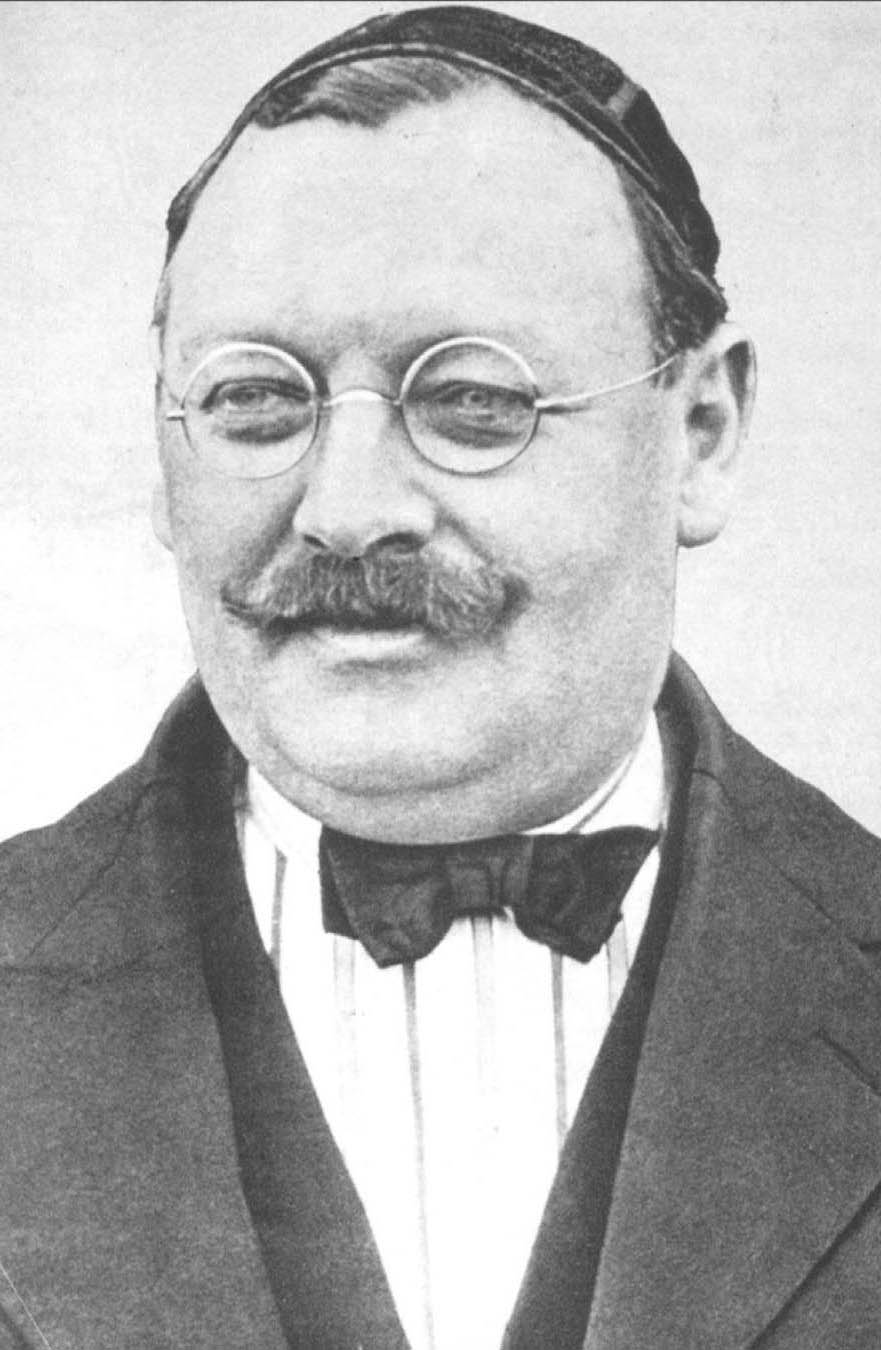
Joan Gamper, Gründer des FC Barcelona

- 29. November: Auf Initiative des Schweizers Joan Gamper wird der Football Club Barcelona gegründet. Erster Präsident wird der Engländer Walter Wild. Das erste Spiel am 8. Dezember geht mit 0:1 verloren.
- 2. Dezember: Der Chemnitzer SC Britannia wird gegründet.
- 16. Dezember: Eine Gruppe ausgewanderter englischer Geschäftsmänner gründet in Mailand den Milan Football and Cricket Club.
- Der von René Dufaure de Montmirail gegründete Football Club de Marseille, in dem Rugby und Fußball gespielt wird, wird in Olympique Marseille umbenannt.
- Der walisische Fußballverein Cardiff City wird als Fußballabteilung des Riverside Cricket Club Cardiff gegründet.

## Geboren

### Januar
- 01. Januar: Jack Beresford, britischer Ruderer und Olympiasieger († 1977)
- 01. Januar: Cafer Çağatay, türkischer Fußballspieler und -funktionär († 1991)
- 02. Januar: Hermann von Oppeln-Bronikowski, deutscher Dressurreiter († 1966)
- 03. Januar: Johan Hin, niederländischer Segler († 1957)
- 04. Januar: Gordon Fowler, britischer Segler († 1975)
- 05. Januar: Melville Rogers, kanadischer Eiskunstläufer und Sportfunktionär († 1973)
- 08. Januar: Rolf Monsen, US-amerikanischer Nordischer Kombinierer († 1987)
- 09. Januar: Harald Tammer, estnischer Gewichtheber und Leichtathlet († 1942)
- 10. Januar: Per Holm, norwegischer Fußballspieler († 1974)
- 18. Januar: Gábor Obitz, ungarischer Fußballspieler und -trainer († 1953)
- 20. Januar: Armas Toivonen, finnischer Leichtathlet († 1973)
- 21. Januar: Bob Crawford, US-amerikanischer Leichtathlet († 1970)
- 21. Januar: Gyula Mándi, ungarischer Fußballspieler und -trainer († 1969)
- 22. Januar: Bertil Ohlson, schwedischer Leichtathlet († 1970)
- 23. Januar: Luigi Burlando, italienischer Fußball- und Wasserballspieler († 1967)
- 23. Januar: Glen Kidston, britischer Automobilrennfahrer († 1931)
- 26. Januar: Rolf Jacobsen, norwegischer Boxer († 1960)
- 27. Januar: Béla Guttmann, ungarischer Fußballspieler und -trainer († 1981)
- 29. Januar: Jack Howell, US-amerikanischer Schwimmer († 1967)
- 29. Januar: Antonín Perner, tschechoslowakischer Fußballspieler († 1973)

### Februar
- 08. Februar: Juan Pedro Arremón, uruguayischer Fußballspieler († 1979)
- 08. Februar: Bo Lindman, schwedischer Moderner Fünfkämpfer und Fechter († 1992)
- 10. Februar: Jack Dickin, britischer Schwimmer und Wasserballspieler († 1966)
- 10. Februar: Arthur Mund, deutscher Wasserspringer († unbekannt)
- 12. Februar: Johan Grøttumsbråten, norwegischer Skisportler († 1983)
- 13. Februar: Rolf Stenersen, norwegischer Leichtathlet († 1978)
- 14. Februar: Stanisław Cikowski, polnischer Fußballspieler († 1959)
- 14. Februar: Onni Pellinen, finnischer Ringer und Ringertrainer († 1945)
- 20. Februar: Alphonse Julen, Schweizer Skilangläufer († 1988)
- 22. Februar: Kurt Haverbeck, deutscher Hockeyspieler († 1988)
- 22. Februar: Berthold Koch, deutscher Schachspieler († 1988)
- 24. Februar: William Steinmetz, US-amerikanischer Eisschnellläufer († 1988)
- 25. Februar: Willi Henkelmann, deutscher Motorradrennfahrer († 1928)
- 25. Februar: Hans Mathiesen Lunding, dänischer Vielseitigkeitsreiter († 1984)
- 28. Februar: Wilhelm Uebler, deutscher Leichtathlet († 1968)

### März
- 03. März: John David Smith, kanadischer Ruderer († 1973)
- 03. März: Hubert Wallace, kanadischer Segler († 1984)
- 09. März: Jules Dewaquez, französischer Fußballspieler und -trainer († 1971)
- 11. März: Allan Woodman, kanadischer Eishockeyspieler († 1963)
- 15. März: Arie Bieshaar, niederländischer Fußballspieler († 1965)
- 15. März: Margot Moe, norwegische Eiskunstläuferin († 1988)
- 16. März: Ok Formenoy, niederländischer Fußballspieler († 1977)
- 18. März: Sid Jelinek, US-amerikanischer Ruderer († 1979)
- 19. März: Reinhard von Koenig-Fachsenfeld, deutscher Ingenieur, Erfinder, Automobil- und Motorradrennfahrer († 1992)
- 21. März: Ladislav Vácha, tschechoslowakischer Turner († 1943)
- 27. März: Rudolf Svensson, schwedischer Ringer († 1978)
- 27. März: Franz Tuschek, österreichischer Leichtathlet († 1967)
- 31. März: Albert Mayaud, französischer Schwimmer und Wasserballspieler († 1987)

### April
- 04. April: Albino Carraro, italienischer Fußballschiedsrichter und -trainer († 1964)
- 04. April: Guy Oliver Nickalls, britischer Ruderer († 1974)
- 06. April: Hans Wentorf, deutscher Fußballspieler († 1970)
- 08. April: Harry Steel, US-amerikanischer Ringer († 1972)
- 11. April: Karl Bähre, deutscher Wasserballspieler († 1960)
- 13. April: John Alan Campbell, britischer Ruderer († 1939)
- 13. April: Harold Osborn, US-amerikanischer Leichtathlet und Olympiasieger († 1975)
- 14. April: Benedetto Borella, italienischer Ruderer († 1975)
- 15. April: Norman Taylor, kanadischer Ruderer († 1980)
- 16. April: François Morren, belgischer Sprinter und Mittelstreckenläufer († 1985)
- 16. April: Jaroslav Skobla, tschechoslowakischer Gewichtheber († 1959)
- 17. April: Lucy Desmond, britische Turnerin († 1992)
- 17. April: Aleksander Klumberg, estnischer Leichtathlet († 1958)
- 18. April: Matthias Leis, deutscher Eishockeyspieler († unbekannt)
- 19. April: Anton Powolny, österreichischer Fußballspieler († 1961)
- 24. April: Väinö Bremer, finnischer Leichtathlet und Skisportler († 1964)
- 24. April: Hans Zeier, Schweizer Skisportler († 1989)
- 26. April: Xaver Gmelch, deutscher Motorradrennfahrer († 1976)
- 26. April: Vigor Lindberg, schwedischer Fußballspieler († 1956)
- 29. April: Aldo Nadi, italienischer Fechter († 1965)
- 30. April: Vincent Gallagher, US-amerikanischer Ruderer († 1983)

### Mai
- 01. Mai: Josef Lokvenc, österreichischer Schachspieler († 1974)
- 02. Mai: Jean Van Silfhout, belgischer Ruderer († 1942)
- 04. Mai: Fritz von Opel, deutscher Industrieller, Raketenpionier und Motorsportler († 1971)
- 05. Mai: Francesco Gargano, italienischer Säbelfechter († 1975)
- 10. Mai: Feliks Kostrzębski, polnischer Radrennfahrer († 1954)
- 13. Mai: Albert Heisé, französischer Leichtathlet († 1951)
- 22. Mai: Bekir Refet, türkischer Fußballspieler († 1977)
- 22. Mai: Alden Sanborn, US-amerikanischer Ruderer († 1991)
- 24. Mai: Suzanne Lenglen, französische Tennisspielerin († 1938)
- 26. Mai: Rasmus Rasmussen, dänischer Turner († 1974)
- 29. Mai: Eldon Jenne, US-amerikanischer Leichtathlet († 1993)
- 30. Mai: Virgil Jacomini, US-amerikanischer Ruderer (* 1984)

### Juni
- 03. Juni: Gordon Killick, britischer Ruderer († 1962)
- 04. Juni: Tjabel Boonstra, niederländischer Radrennfahrer († 1968)
- 04. Juni: Walter von Siebenthal, Schweizer Eishockeyspieler und Sportfunktionär († 1958)
- 07. Juni: Erwin Nossig, österreichischer Hockeyspieler und -schiedsrichter († unbekannt)
- 10. Juni: Stanisław Czaykowski, polnischer Automobilrennfahrer († 1933)
- 13. Juni: Teun Beijnen, niederländischer Ruderer († 1949)
- 17. Juni: Josef Urban, tschechoslowakischer Ringer († 1968)
- 19. Juni: György Piller, ungarischer Fechter und Fechttrainer († 1960)
- 21. Juni: Otto Müller, Schweizer Ringer († unbekannt)
- 23. Juni: Clarence Hammar, schwedischer Segler († 1989)
- 25. Juni: Arturo Bresciani, italienischer Radrennfahrer († 1948)

### Juli
- 03. Juli: Giorgio Chiavacci, italienischer Florettfechter († 1969)
- 04. Juli: Urbain Wallet, französischer Fußballspieler und -funktionär († 1973)
- 06. Juli: Folke Rogard, schwedischer Schachfunktionär († 1973)
- 06. Juli: Martial Van Schelle, belgischer Schwimmer († 1943)
- 07. Juli: Robert McAllister, US-amerikanischer Leichtathlet († 1962)
- 09. Juli: Marion Ashmore, US-amerikanischer American-Football-Spieler († 1948)
- 11. Juli: Margot von Gans, deutsche Luftfahrtpionierin und Automobilrennfahrerin († 1986)
- 11. Juli: Frits Kuipers, niederländischer Fußballspieler († 1943)
- 16. Juli: Robert Saint-Pé, französischer Leichtathlet († 1988)
- 20. Juli: René Tirard, französischer Leichtathlet († 1977)
- 22. Juli: Koloman Sović, jugoslawischer Radrennfahrer († 1971)
- 23. Juli: Eugene Bolden, US-amerikanischer Schwimmer († 1991)
- 23. Juli: Johan Trandem, norwegischer Leichtathlet († 1996)
- 26. Juli: Hermann Gehri, Schweizer Ringer († 1979)
- 27. Juli: Carlo Gourlaouen, Schweizer Skisportler († 1946)
- 27. Juli: Herbert Heinrich, deutscher Schwimmer († 1975)
- 27. Juli: Domingo Tejera, uruguayischer Fußballspieler († 1969)
- 28. Juli: Philippe Bonnardel, französischer Fußballspieler († 1953)
- 28. Juli: Frans De Haes, belgischer Gewichtheber († 1923)

### August
- 01. August: Raymond Mays, britischer Automobilrennfahrer und Unternehmer († 1980)
- 02. August: Ove Andersen, finnischer Leichtathlet († 1967)
- 03. August: Louis Chiron, monegassischer Automobilrennfahrer († 1979)
- 03. August: Jean Cugnot, französischer Radrennfahrer und Olympiasieger († 1933)
- 03. August: Hans Kalb, deutscher Fußballspieler und -trainer († 1945)
- 08. August: Olav Sundal, norwegischer Turner († 1978)
- 11. August: Rudolf Andersen, dänischer Turner († 1983)
- 12. August: Zoltán Török, ungarischer Ruderer und Rudertrainer († 1970)
- 14. August: Adolphe Bousquet, französischer Rugbyspieler († 1972)
- 14. August: Fritz Schwarz, deutscher Bobfahrer († 1961)
- 16. August: Lucien Faucheux, französischer Bahnradsportler († 1980)
- 18. August: Gyula Szepes, ungarischer Skisportler († 1985)
- 20. August: Charlotte Boyle, US-amerikanische Schwimmerin († 1990)
- 20. August: Leszek Lubicz-Nycz, polnischer Fechter († 1939)
- 23. August: Constance Jeans, britische Schwimmerin († 1984)
- 24. August: Bienna Pélégry, französische Schwimmerin († 1989)
- 25. August: Karl Aas, norwegischer Turner († 1943)
- 25. August: Guy Butler, britischer Leichtathlet und Olympiasieger († 1981)
- 25. August: Adolf Rieger, deutscher Ringer († 1956)
- 27. August: Anselme Brusa, italienisch-französischer Ruderer († 1969)
- 27. August: Ray Buker, US-amerikanischer Leichtathlet († 1992)
- 27. August: Fréderic Rudolph, belgischer Eishockeyspieler († unbekannt)
- 28. August: Johan Gabriel Oxenstierna, schwedischer Moderner Fünfkämpfer († 1995)

### September
- 02. September: Hans Nielsen, dänischer Boxer († 1967)
- 03. September: Dumitru Hubert, rumänischer Bobfahrer († 1934)
- 05. September: Piet van der Velden, niederländischer Wasserballspieler († 1975)
- 07. September: Emilio de la Forest de Divonne, italienischer Jurist, Politiker und Sportfunktionär († 1961)
- 08. September: Hans Bjerrum, dänischer Hockeyspieler († 1979)
- 12. September: Sven Johnson, schwedischer Turner († 1986)
- 13. September: John Carleton, US-amerikanischer Skisportler († 1977)
- 17. September: Charles Brookins, US-amerikanischer Leichtathlet († 1960)
- 20. September: Bruno d’Harcourt, französischer Automobilrennfahrer († 1930)
- 21. September: Maurice Delvart, französischer Leichtathlet († 1986)
- 22. September: Vincenzo Colli, italienischer Skilangläufer († 1961)
- 24. September: Hansas Gecas, litauischer Fußballspieler († unbekannt)
- 25. September: Archimede Rosa, italienischer Automobilrennfahrer († 1953)
- 26. September: Germaine Van Dievoet, belgische Schwimmerin († 1990)
- 27. September: Gastone Pierini, italienischer Gewichtheber († 1967)
- 28. September: Francesco Del Grosso, italienischer Radrennfahrer († 1938)
- 28. September: Kalle Matilainen, finnischer Leichtathlet († 1985)
- 28. September: Asbjørn Wang, norwegischer Schwimmer († 1966)
- 29. September: Fred Auckenthaler, Schweizer Eishockeyspieler und Sportfunktionär († 1946)
- 29. September: Gaspard Lemaire, belgischer Schwimmer († 1979)
- 29. September: Göran Unger, schwedischer Leichtathlet († 1982)
- 30. September: Antonín Charvát, tschechoslowakischer Radrennfahrer († 1930)
- 30. September: Donald Johnston, US-amerikanischer Ruderer († 1984)
- 30. September: Henri Willems, belgischer Bobfahrer († unbekannt)

### Oktober
- 01. Oktober: Joseph Guillemot, französischer Leichtathlet und Olympiasieger († 1975)
- 01. Oktober: José Ribas argentinischer Leichtathlet († unbekannt)
- 03. Oktober: Giovanni Maria Cornaggia Medici, italienischer Adeliger, Jurist, Politiker und Automobilrennfahrer († 1979)
- 06. Oktober: Charles Quinby, US-amerikanischer Schwimmer († 1988)
- 07. Oktober: Yvonne Degraine, französische Schwimmerin († 1985)
- 08. Oktober: René Petit, französischer Fußballspieler († 1989)
- 09. Oktober: Petrus Beukers, niederländischer Segler († 1981)
- 09. Oktober: Arthur Studenroth, US-amerikanischer Leichtathlet († 1992)
- 10. Oktober: Brian Norton, südafrikanischer Tennisspieler († 1956)
- 10. Oktober: Rodman Wanamaker, US-amerikanischer Polospieler († 1976)
- 11. Oktober: Henry Greer, US-amerikanischer Hockeyspieler († 1978)
- 13. Oktober: Piero Dusio,  italienischer Fußballspieler und -funktionär, Automobilrennfahrer und Geschäftsmann († 1975)
- 13. Oktober: Axel Hornemann Hansen, dänischer Radrennfahrer († 1933)
- 14. Oktober: Alan Washbond, US-amerikanischer Bobfahrer († 1965)
- 15. Oktober: Adolf Brudes, deutscher Motorrad- und Automobilrennfahrer († 1986)
- 16. Oktober: Jens Lambæk, dänischer Turner († 1985)
- 20. Oktober: Robin Reed, US-amerikanischer Ringer († 1978)
- 22. Oktober: Felix Scheder-Bieschin, deutscher Regattasegler († 1940)
- 26. Oktober: Lucien Brouha, belgischer Ruderer und Sportphysiologe († 1968)
- 27. Oktober: Bill Springsteen, US-amerikanischer American-Football-Spieler († 1985)
- 28. Oktober: Thomas Lieb, US-amerikanischer Leichtathlet und Footballtrainer († 1962)

### November
- 02. November: Orlando Amêndola, brasilianischer Schwimmer und Wasserballspieler († 1974)
- 02. November: Peter Aufschnaiter, österreichischer Bergsteiger und Entwicklungshelfer († 1973)
- 04. November: Nicolas Frantz, luxemburgischer Radrennfahrer († 1985)
- 04. November: Paul Nicolas, französischer Fußballspieler († 1959)
- 07. November: Kazimierz Laskowski, polnischer Säbelfechter († 1961)
- 08. November: John Lindgren, schwedischer Skilangläufer († 1990)
- 10. November: Dudley DeGroot, US-amerikanischer Sportler und Sportfunktionär († 1970)
- 11. November: Wolfgang Kittel, deutscher Eishockeyspieler († 1967)
- 12. November: Sverre Hansen, norwegischer Leichtathlet († 1991)
- 13. November: Karl Ehrenbolger, Schweizer Fußballspieler († unbekannt)
- 13. November: Herold Jansson, dänischer Turner († 1965)
- 14. November: Sigurd Overby, US-amerikanischer Skisportler († 1979)
- 16. November: Sherman Clark, US-amerikanischer Ruderer († 1980)
- 18. November: Sten Abel, norwegischer Segler († 1989)
- 21. November: Asō Takeharu, japanischer Bergsteiger, Nordischer Skisportler und Leichtathlet († 1993)
- 23. November: Heinz Hemmi, Schweizer Leichtathlet († 1985)
- 25. November: János Karlovits, ungarischer Leichtathlet († 1986)
- 25. November: Väinö Kokkinen, finnischer Ringer († 1967)
- 27. November: John Norton, US-amerikanischer Wasserballspieler († 1987)
- 27. November: Józef Stogowski, polnischer Eishockeytorhüter († 1899)
- 29. November: István Szendeffy, ungarischer Ruderer († 1985)

### Dezember
- 02. Dezember: Hannes de Boer, niederländischer Leichtathlet († 1982)
- 06. Dezember: Joep Franssen, niederländischer Radrennfahrer († 1975)
- 10. Dezember: Bert Gunther, niederländischer Ruderer († 1968)
- 11. Dezember: Manfred Curry, deutschamerikanischer Segler († 1953)
- 11. Dezember: Edward Toms, britischer Leichtathlet († 1971)
- 14. Dezember: Bohumil Mořkovský, tschechoslowakischer Turner († 1928)
- 14. Dezember: Renato Sáinz, bolivianischer Fußballspieler († 1982)
- 15. Dezember: Harold Abrahams, britischer Leichtathlet († 1978)
- 15. Dezember: Lorne Carr-Harris, britischer Eishockeytorhüter († 1981)
- 16. Dezember: Anders Pedersen, dänischer Boxer († 1966)
- 17. Dezember: Paul Minick, US-amerikanischer American-Football-Spieler († 1978)
- 17. Dezember: Rémi Weil, französischer Wasserspringer und Schwimmer († 1943)
- 18. Dezember: Toivo Ovaska, finnischer Eisschnellläufer († 1966)
- 21. Dezember: Gilbert Colgate, US-amerikanischer Bobfahrer († 1965)
- 25. Dezember: Noel Purcell, irischer Wasserball- und Rugbyspieler († 1962)
- 28. Dezember: Arnoud van der Biesen, niederländischer Segler († 1968)
- 30. Dezember: Julius Rehborn, deutscher Wasserspringer († 1987)
- 31. Dezember: George Schroth, US-amerikanischer Wasserballspieler († 1989)

### Datum unbekannt
- Boris Dimtschew, bulgarischer Radrennfahrer († unbekannt)
- Teodor Florian, rumänischer Rugbyspieler († unbekannt)
- Pietro Ghersi, italienischer Automobil- und Motorradrennfahrer († 1972)
- Alexandre Girard-Bille, Schweizer Skisportler († 1961)
- Paul Nedelcovici, rumänischer Rugbyspieler († 1948)
- Astrel Rolland, haitianischer Sportschütze († unbekannt)
- Julien Van Campenhout, belgischer Langstreckenläufer († 1933)

## Gestorben
- 15. Januar: Serafino Dubois, italienischer Schachmeister (* 1817)
- 27. Juli: Tassilo von Heydebrand und der Lasa, deutscher Schachmeister (* 1818)